# Juan de Mesa
Juan de Mesa y Velasco (Córdoba, 26 de junio de 1583-Sevilla, 26 de noviembre de 1627) fue un escultor español del Barroco.

## Biografía
Juan de Mesa nació en Córdoba, siendo bautizado en la iglesia de San Pedro de esta ciudad el 26 de junio de 1583.
En el año 1606 se traslada a Sevilla, e ingresa en el taller del entonces ya afamado escultor Juan Martínez Montañés, con el cual firma un contrato de aprendizaje de cuatro años. Junto a este maestro completa una formación probablemente iniciada en Córdoba. 
Aunque no se ha conservado la carta de su examen para acreditar su suficiencia en la escultura, se sabe que en 1615 disponía de taller propio en la collación de San Martín y contrataba sus propias obras. En la metrópolis hispalense crea lo mejor de su valiosa producción artística, en una vida profesional intensa pero corta, ya que muere en esta ciudad el 26 de noviembre de 1627, con cuarenta y cuatro años de edad, víctima de la tuberculosis. 
Juan de Mesa fue enterrado en la iglesia de San Martín de Sevilla, según se atestigua en una lápida conmemorativa existente en el exterior del muro lateral de la misma, que fue colocada a instancias de la ciudad y la Academia de Buenas Letras de Sevilla, en el año 1937.

## Actividad artística
La obra documentada de Juan de Mesa como escultor independiente se inicia en 1615 con la escultura de San José con el Niño, obra concertada con fray Alonso de la Concepción para realizar en blanco -sin estofar ni encarnar-, pues su policromía corresponde a una actuación posterior del siglo XVIII, para la iglesia de Santa María la Blanca en Fuentes de Andalucía (Sevilla).
Después de algunas obras menores, comienza y se consolida su etapa más importante como gran imaginero, que va de 1618 a 1623.

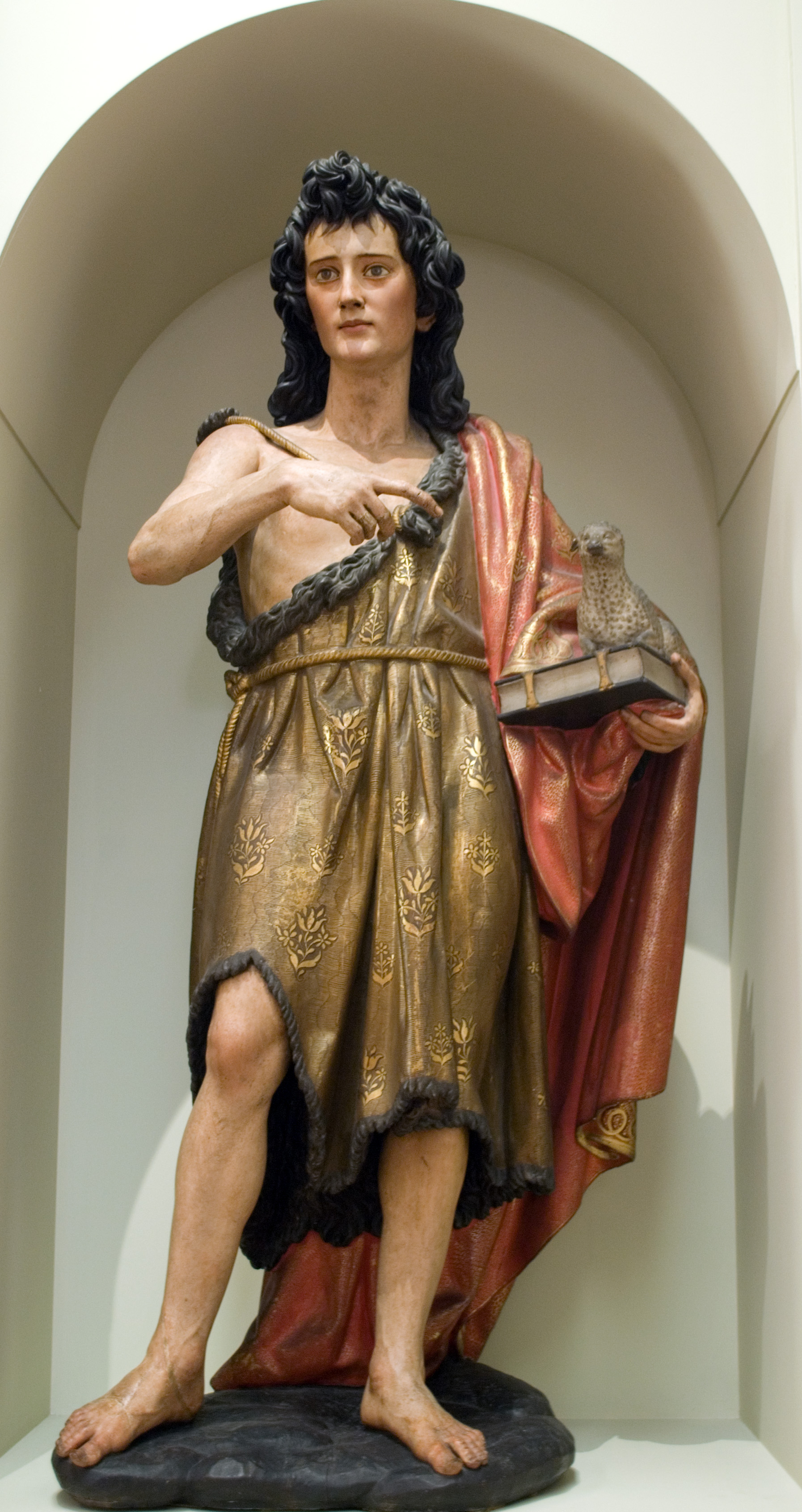
Juan de Mesa: San Juan Bautista (1623). Museo de Bellas Artes de Sevilla.

La serie se inicia con el Cristo del Amor, el primero de un total de diez crucificados que llegó a realizar; fue iniciado en mayo de 1618 y terminado en junio de 1620. Es una imagen de 1,81 m de alto realizada para la Hermandad del mismo nombre que radica en la iglesia del Salvador de Sevilla. Se contrató haciendo constar en escritura notarial que la haría "Por mi persona sin que en ella pueda entrar oficial alguno…".
Del año 1618 es el retablo del altar mayor del Hospital de San Bernardo, denominado popularmente De los Viejos, hoy desaparecido; y del año siguiente la imagen del Cristo del Buen Ladrón de la Cofradía de la Conversión del Buen Ladrón, más conocida como Monserrat, de la capilla homónima, también de Sevilla, obra de cierto barroquismo con el que comienza sus creaciones de carácter realista. Con 1,92 m de altura, en este Cristo se aparta de la obra de su maestro Martínez Montañés, aumentando aquí el claroscuro y acentuando una mayor fuerza pasional.
De 1620 es el Cristo de la Buena Muerte, creado para una Hermandad de Sacerdotes ubicada en la Casa Profesa de la Compañía de Jesús en la iglesia de la Anunciación y que actualmente es titular de la Hermandad de los Estudiantes, que radica en la capilla de la Universidad de Sevilla, sita en la calle San Fernando.
En ese mismo año, 1620, Mesa realiza una de sus obras más conocidas, el Jesús del Gran Poder o también llamado El Señor de Sevilla, una imagen de Jesús con la cruz a cuestas, para la sevillana Hermandad del Gran Poder, hoy convertido en símbolo de la ciudad. La imagen es muy venerada y procesiona por las calles de Sevilla en la Madrugada del Viernes Santo. Obra de un marcado barroquismo, consigue reflejar las secuelas del sufrimiento humano en un rostro que aparece como envejecido por los daños soportados. También realizó sobre misma fecha la imagen del San Juan Evangelista para la misma Hermandad; ambas imágenes de vestir se veneran en la Basílica del Gran Poder, junto a la iglesia de San Lorenzo.
Otra de sus obras más significativas se encuentra en La Rambla (Córdoba), conocida como Jesús El Nazareno (1622). Se trata de una talla de 1,92 m., donde se representa a Jesús con la cruz a cuestas, a punto de caer. Es una escultura exenta con una perfección técnica muy notoria. Desde su llegada a La Rambla en el año 1622 permanece en la iglesia del Espíritu Santo.
En 1622 recibió el encargo del vergarés Juan Pérez de Irazábal, contador del rey, para esculpir un crucificado, la obra del Santo Cristo de la Agonía, que se conserva desde 1626 en la iglesia parroquial de San Pedro de Ariznoa en Vergara (Guipúzcoa), que constituye según el profesor José Hernández Díaz, una de las obras más destacadas del escultor.
En 1623 realiza el Cristo de la Misericordia para el convento de Santa Isabel en Sevilla y también, por encargo del canónigo Diego de Fontiveros, otro crucificado también conocido como Cristo de la Misericordia, destinado a la Colegiata de Osuna.
En 1624 realiza un Cristo crucificado para la Compañía de Jesús, que se encuentra en la iglesia de San Pedro de Lima, así como otro Crucificado para la hermandad de Vera Cruz de Las Cabezas de San Juan, considerado en principio talla anónima; se sabe de su autor gracias a un pergamino guardado en un pequeño cofre a la espalda de la imagen.
De sus últimos años (hacia 1626-1627) es el San Ramón Nonnato que realizara para el convento de la Merced Descalza de Sevilla, conservado actualmente en el Museo de Bellas Artes de la ciudad. Y ya del año mismo de su muerte, 1627, es el grupo que realizó para la iglesia de san Agustín de Córdoba, conocido como Virgen de las Angustias. este último conjunto se alza como una de sus obras maestras dado el estudio anatómico del Cristo yacente de forma delicada y, aun así, doliente a pesar de ya estar muerto. Con su muerte se dejó inconclusa esta obra, pues faltaban las manos de la dolorosa, que serían terminadas por uno de sus discípulos.

Obra de Juan de Mesa
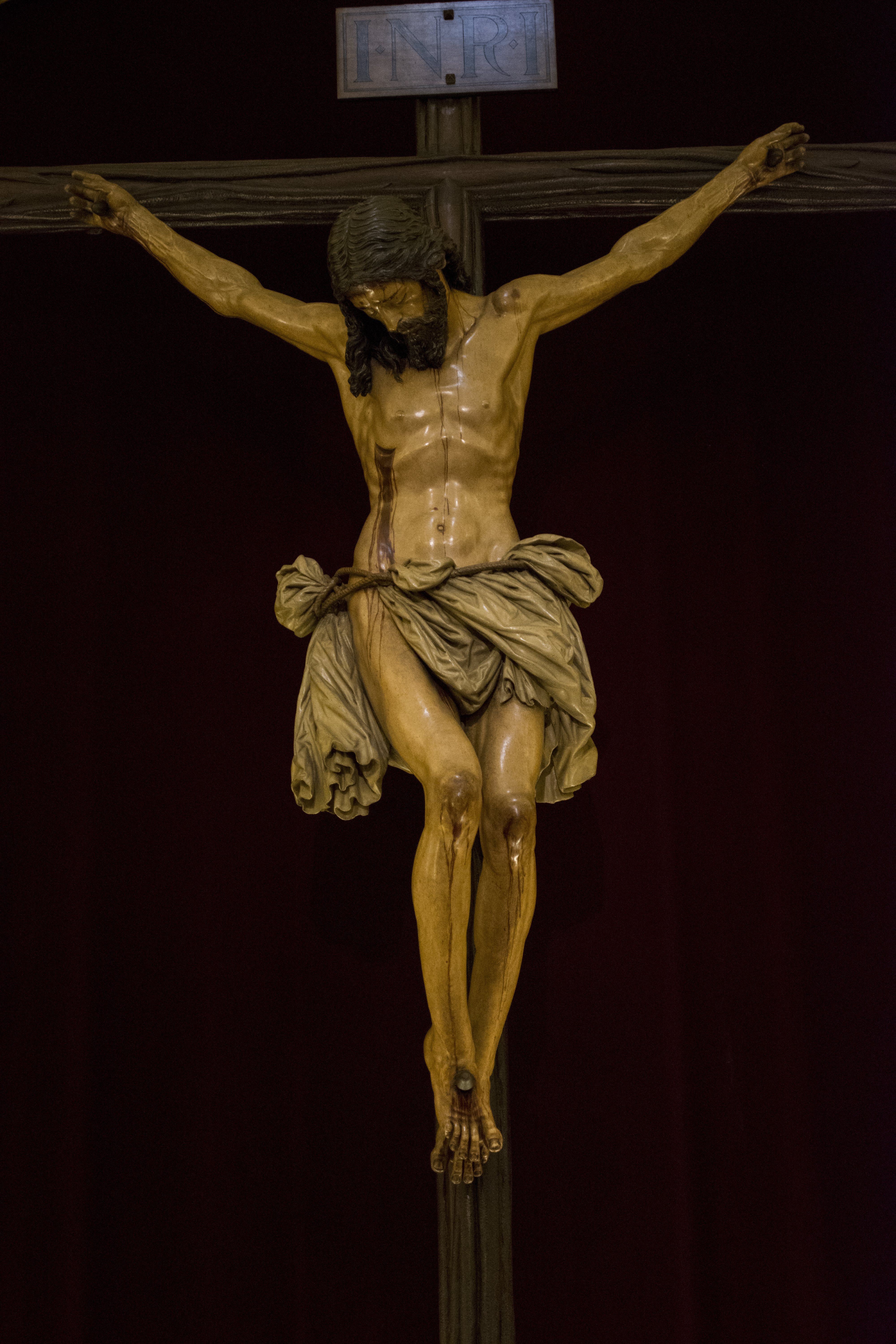
Cristo de la Buena Muerte, Capilla de la Universidad (Sevilla)
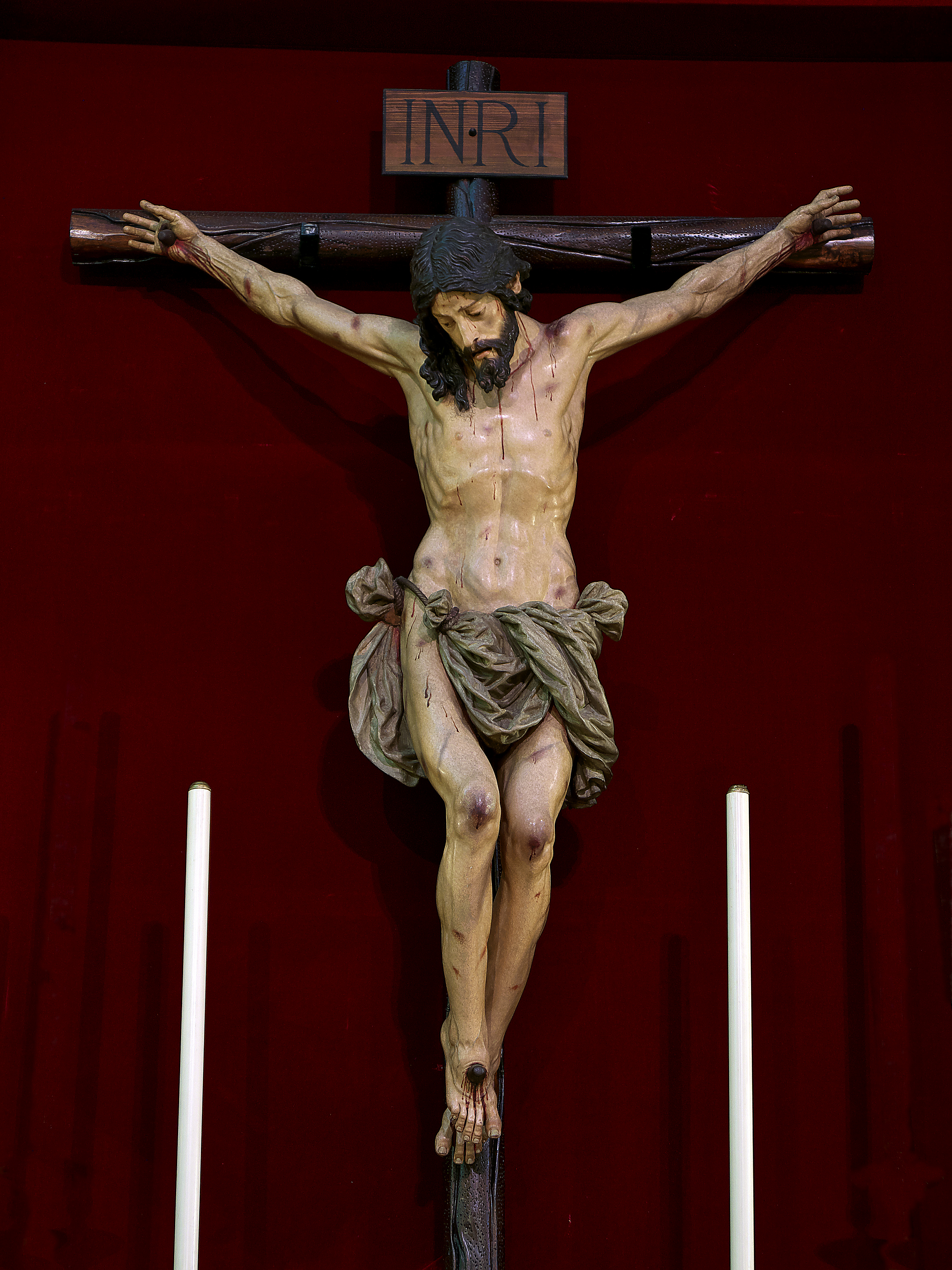
Cristo de la Misericordia, Convento de Santa Isabel
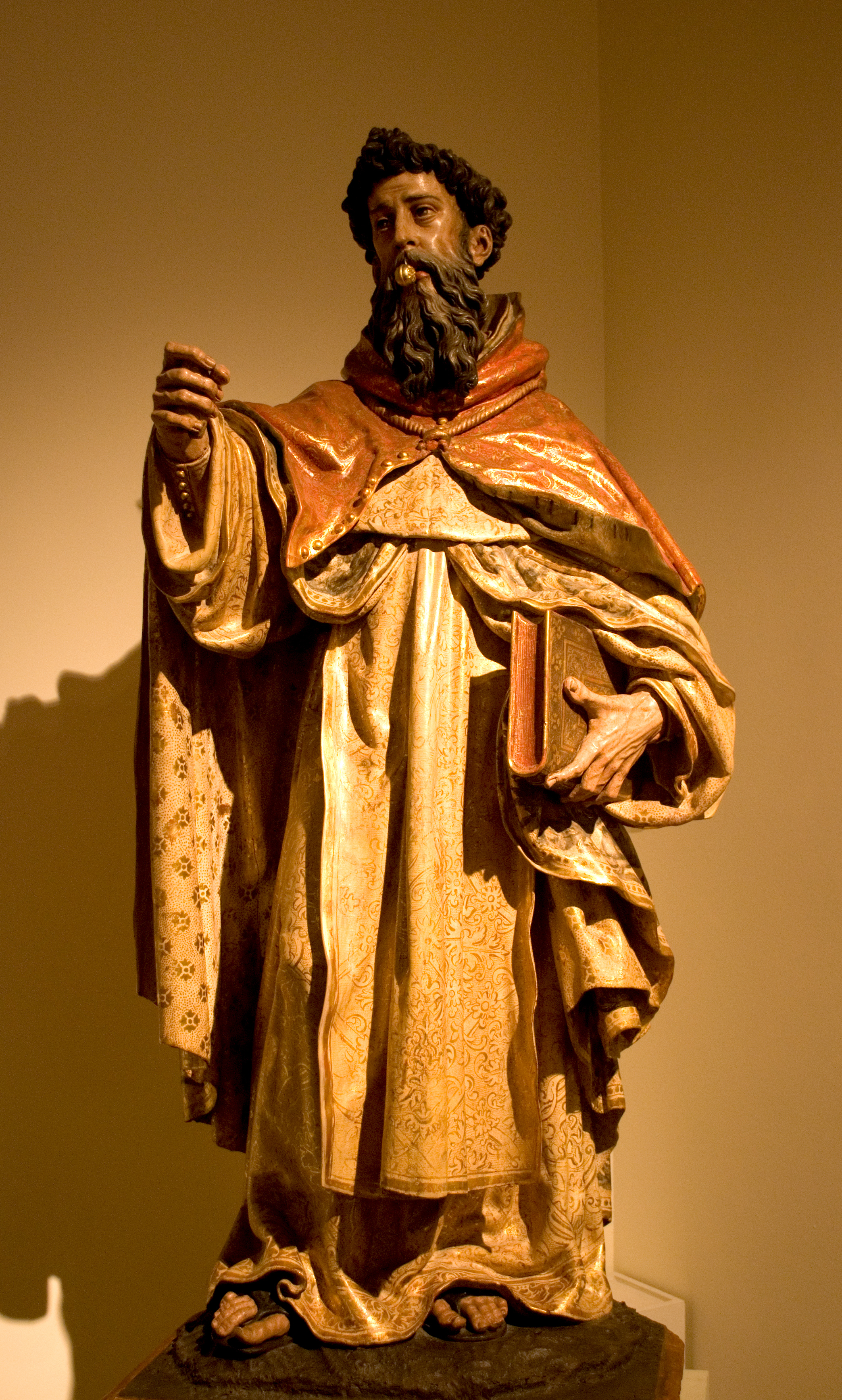
San Ramón Nonato
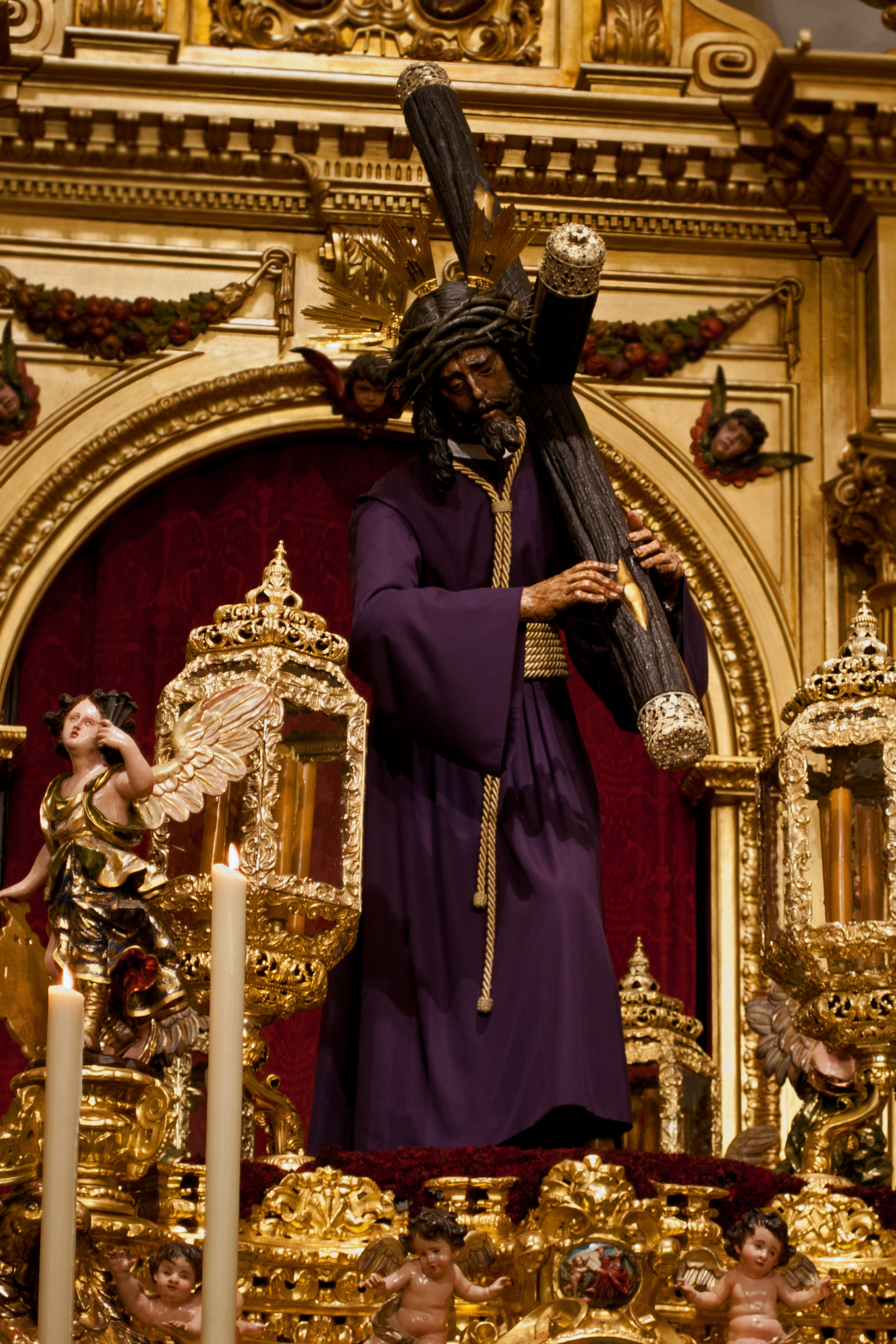
Jesús del Gran poder
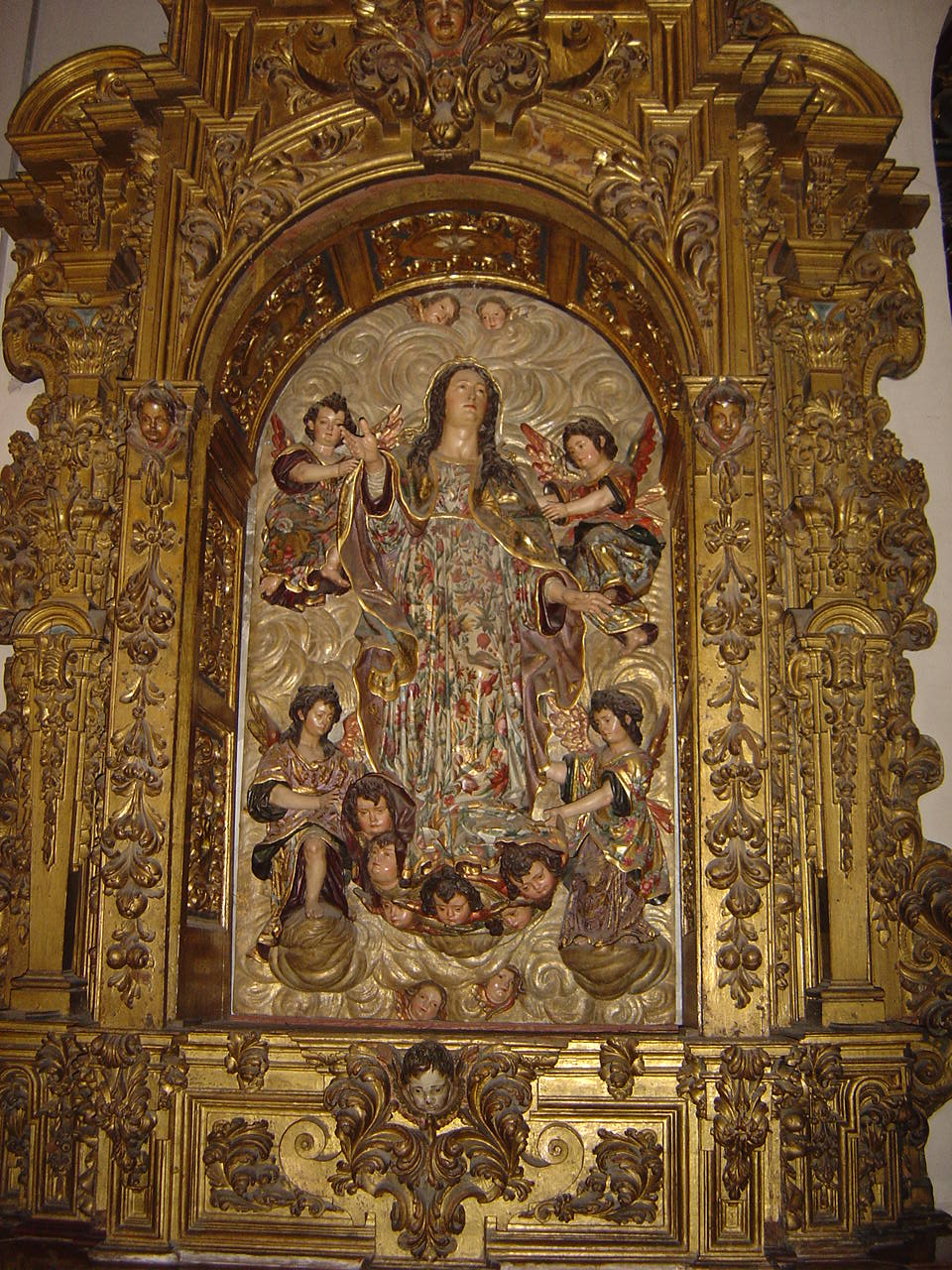
La Asunción de la Virgen, iglesia de la Magdalena
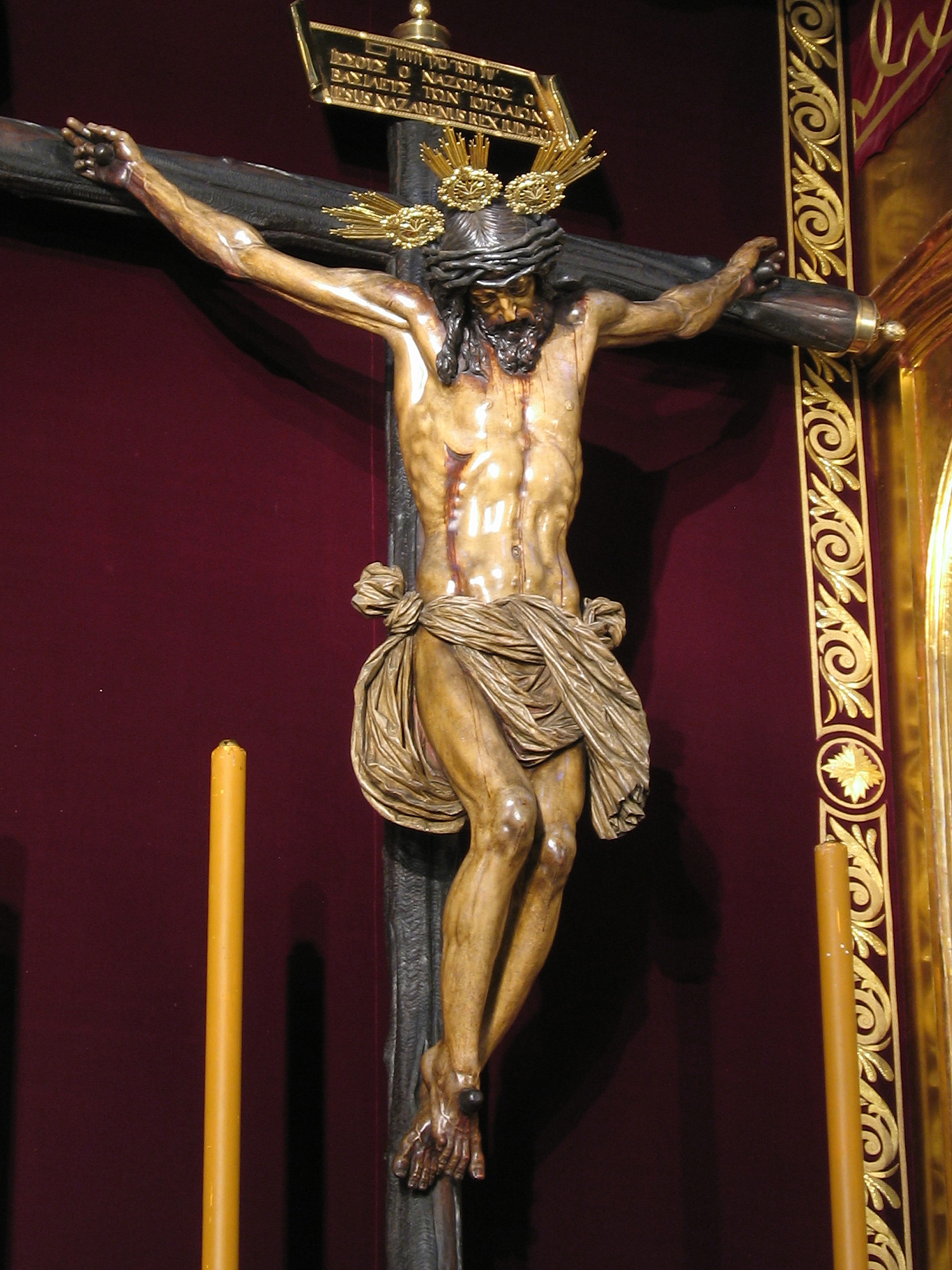
Cristo del Amor, Iglesia del Salvador
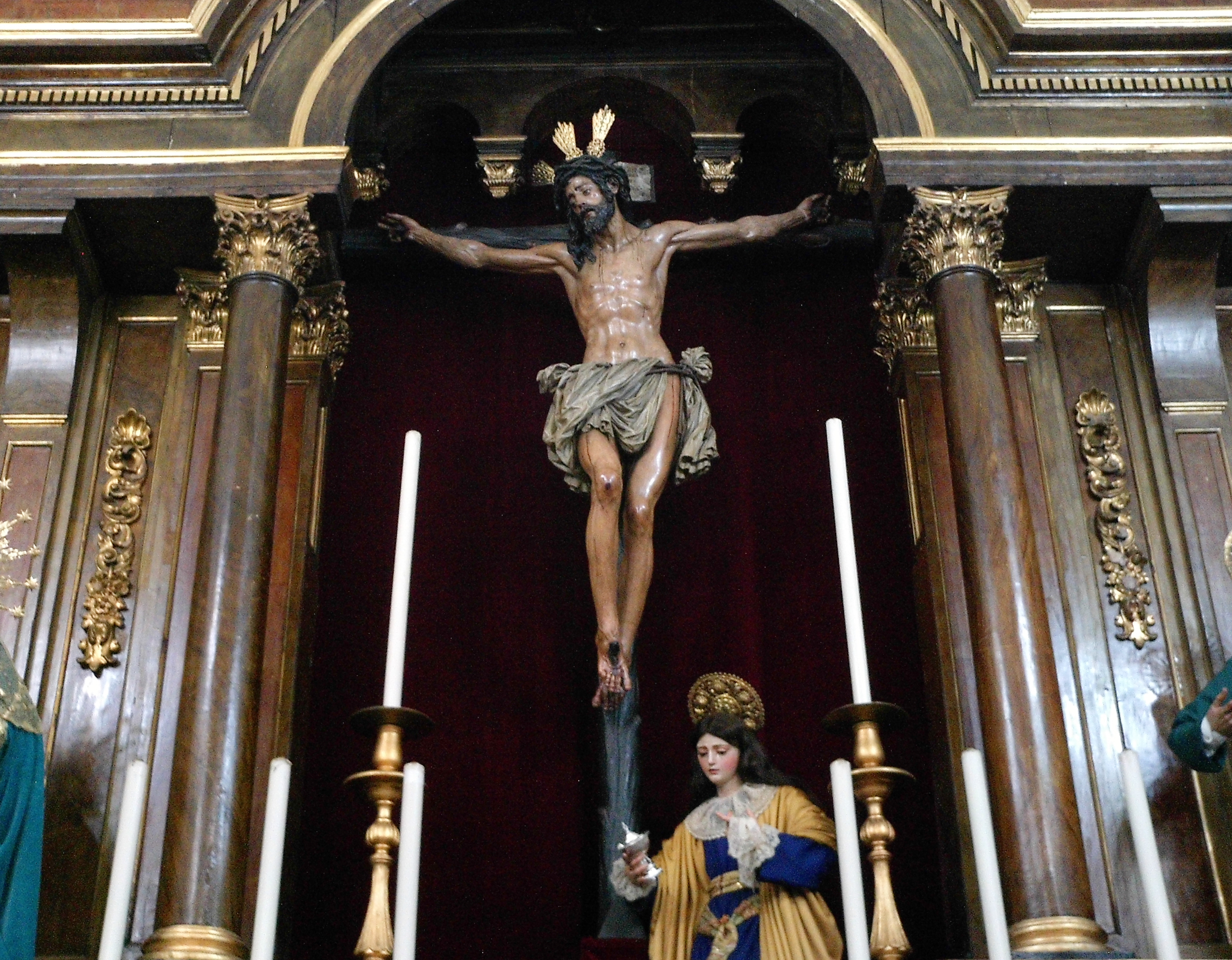
Stmo. Cristo de la Conversión (Hdad. de Montserrat, Sevilla)

## Otras obras

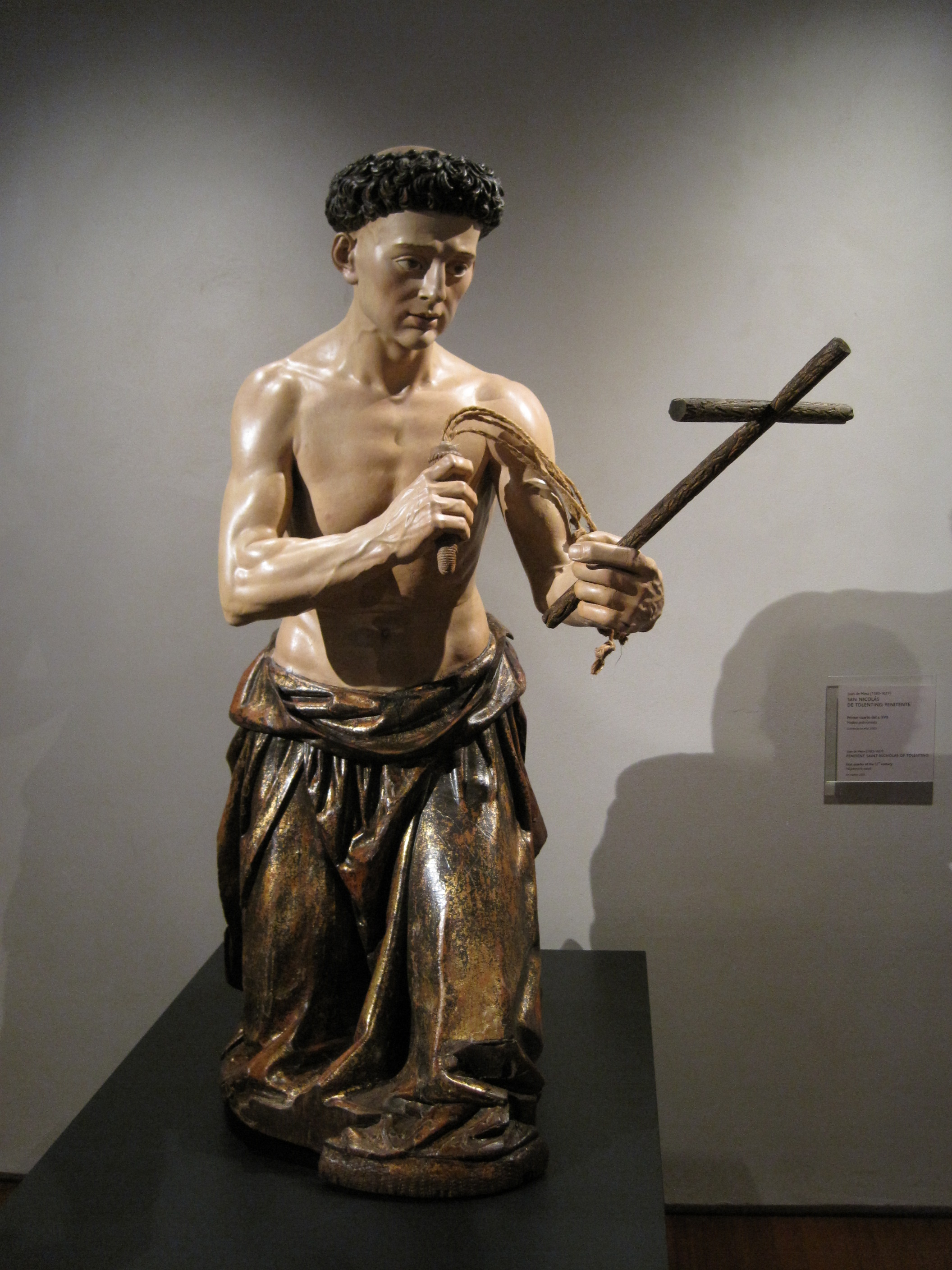
Juan de Mesa: San Nicolás de Tolentino. Museo Nacional de Escultura, Valladolid.

Otras obras de Juan de Mesa, algunas de ellas atribuidas, son:
- Cristo yacente de la Hermandad del Santo Entierro, que se venera en la iglesia de San Gregorio de Sevilla.
- Virgen del Valle de la hermandad del mismo nombre que reside en la iglesia de la Anunciación de Sevilla.
- Virgen de la Victoria, cotitular de la Hermandad de las Cigarreras de Sevilla.
- Cristo de la Vera Cruz, en Las Cabezas de San Juan, Sevilla. Esta imagen se venera en la iglesia de San Juan Bautista.
- Cristo crucificado, en el presbiterio de la Catedral de la Almudena, Madrid. Proviene de la Colegiata de san Isidro de la misma ciudad.
- San Nicolás de Tolentino en penitencia. Museo Nacional de Escultura, Valladolid.
- Inmaculada Concepción. Museo Nacional de Escultura, Valladolid.
- Nuestra Señora de las Angustias Coronada. Obra datada y firmada, contratada por el padre provincial de los padres agustinos fray Pedro Suárez de Góngora. Cobrada a cuenta 500 reales sobre el precio de tasación final, le quedaban tres días de trabajo, como escribió en su testamento, y quedó inconclusa a su muerte.
- Virgen del Socorro de la Hermandad del Amor, que se venera en la Iglesia del Salvador de Sevilla
- Busto-relicario de santa (atribuida) la Torre Olaso[3] de Vergara

Muchas de sus esculturas fueron atribuidas durante mucho tiempo a su maestro, Martínez Montañés. El trabajo de Juan de Mesa parece dedicado casi en exclusividad a las imágenes que procesionan en Semana Santa, pero sin embargo cuenta con numerosas imágenes de vírgenes gloriosas y multitud de santos de grandísima calidad repartidos por toda la Andalucía occidental, muchos de ellos recientemente identificados y la lista de su obra no para de crecer. El realismo de su obra responde a un proceso en el que hizo estudios y observaciones de figuras humanas reales vivas y muertas, que le permitieron aprender a plasmar estas anatomías en sus obras de forma realista, con una sensibilidad que le acerca a la imaginería castellana, más dada al dramatismo.
Sus imágenes de santos, como el San Juan procedente de la Cartuja de las Cuevas (1624) o el San Ramón de los Mercedarios de Señor San José (1626), ambos en el Museo de Bellas Artes de Sevilla, mantienen personales características a lo largo de su carrera. Y ello a pesar de que ésta no se produce mediante un recorrido lineal y uniforme, sino dividida en ciclos de febril actividad separados por periodos de silencio, como muy bien observó José Hernández Díaz. Algunos atribuyen las fases de inactividad a crisis repetidas de una enfermedad crónica que le atenazó hasta desembocar en una muerte relativamente temprana.
El realismo es la otra gran aportación de la estética de Juan de Mesa. El padre Ceballos lo ha destacado con agudeza al comentar las figuras de los santos jesuitas Diego Kisai, Juan de Goto y Pablo Miki, procedentes de la Casa Profesa. Realizadas en 1627 para celebrar la beatificación de estos mártires japoneses, Mesa se inspiró en personas reales, consiguiendo tres espléndidos retratos, especialmente el del último.